# 何璧
何璧（1474年—？），字文徵，浙江黃巖縣人，直隸太倉衛軍籍，明朝政治人物。

## 生平
弘治十七年（1504年）甲子科應天府乡试舉人。正德六年（1511年）中式辛未科會試第□八十七名，登第二甲第九十三名進士。授開州知州。

## 家族
曾祖何思道；祖父何貴；父何玘。前母韓氏；母郟氏。慈侍下。兄何奎。